# سیکسمایل (آلاباما)
سیکسمایل (به انگلیسی: Sixmile) یک منطقهٔ مسکونی در ایالات متحده آمریکا است که در شهرستان بیب، آلاباما واقع شده‌است. سیکسمایل ۱۰۷٫۹ متر بالاتر از سطح دریا واقع شده‌است.